# Posiadłości Francji w Ziemi Świętej
Posiadłości Francji w Ziemi Świętej lub Francuska własność państwowa w Ziemi Świętej (franc.: Domaine national français en Terre sainte)  to cztery eksterytorialne posiadłości (głównie katolickie kościoły i klasztory), położone w Jerozolimie i okolicach (jedna – sanktuarium w Abu Ghausz – znajduje się w Izraelu, a pozostałe trzy w de facto izraelskiej Wschodniej Jerozolimie). Są zarządzane przez konsula generalnego Francji w Jerozolimie. Formalnie jest to francuski protektorat, a w praktyce funkcjonuje on podobnie jak placówka dyplomatyczna, której mieszkańcy (głównie należący do katolickich zakonów) mają np. paszporty dyplomatyczne i specjalne tablice rejestracyjne samochodów.
Posiadłości Francji w Ziemi Świętej składają się z 4 odrębnych posesji:
|  | Nazwa posesji                                                                                                   |
|  | --- |
|  | Klasztor i kościół Ojcze Nasz na Górze Oliwnej, zamieszkały przez karmelitanki i Zgromadzenie Misjonarzy Afryki |
|  | Opactwo benedyktyńskie w Abu Ghausz                                                                             |
|  | Grobowiec Królów, jedyna posesja związana nie z kultem katolickim, lecz ze starożytną historią Izraela          |
|  | Bazylika św. Anny, uznawana za miejsce domu rodzinnego Maryi.                                                   |

## Historia
Roszczenia terytorialne Francji w Jerozolimie sięgają czasów wypraw krzyżowych w XI–XIII w. Po ostatecznym upadku europejskich posiadłości w Ziemi Świętej, przypieczętowanym traktatem z 1536 zawartym między sułtanem Sulejmanem Wspaniałym a królem Francji Franciszkiem I, nastąpiły kolejne umowy, zawierane między Francją a Imperium Osmańskim w celu ochrony pielgrzymów i świętych miejsc w Palestynie.
Bazylika św. Anny w Jerozolimie została podarowana cesarzowi Napoleonowi III przez sułtana Abdülmecida I w 1856  w podziękowaniu za francuską interwencję podczas trwającej wojny krymskiej.
Teren z dawnym kościołem Eleona na Górze Oliwnej (obecny kościół i klasztor Ojcze nasz), zakupiła w 1856 księżna Helojza de la Tour d’Auvergne i podarowała Francji w 1874.
Grobowiec Królów został odkryty przez francuskich archeologów w 1863 roku, zakupiony przez bankierów – braci Pereire w 1871 i podarowany przez nich Francji w 1886.
Opactwo w Abu Ghausz było podarowane Francji w 1873 przez sułtana Abdülaziza w ramach rekompensaty za utratę kościoła św. Jerzego w Lod, przekazanego greckim prawosławnym dwa lata wcześniej.
Prawa Francji do tych posiadłości nigdy nie były kwestionowane. Potwierdziły je układy francusko-osmańskie, zawarte w Mytilene w 1901 i Konstantynopolu w 1913, ustanawiające „protektorat” Francji nad tymi posesjami. Zostały one potwierdzone przez następców Imperium Osmańskiego: Państwo Izrael w 1949 (Porozumienia Chauvel / Fischer) i Autonomię Palestyńską w 1997.

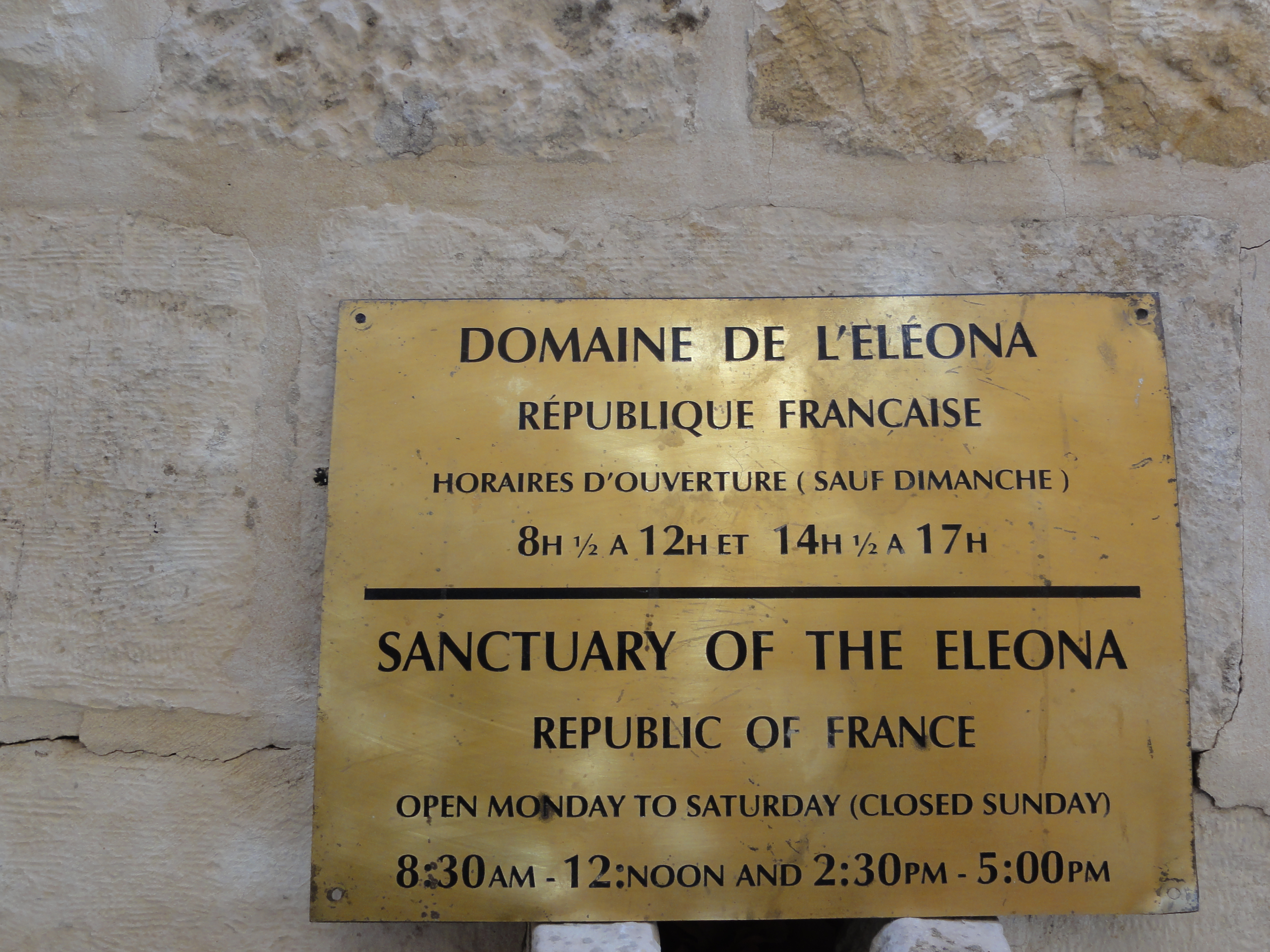
Napis w jęz. franc. i ang. przy wejściu do Klasztoru Ojcze nasz, wskazujący na Republikę Francuską jako właściciela posesji.
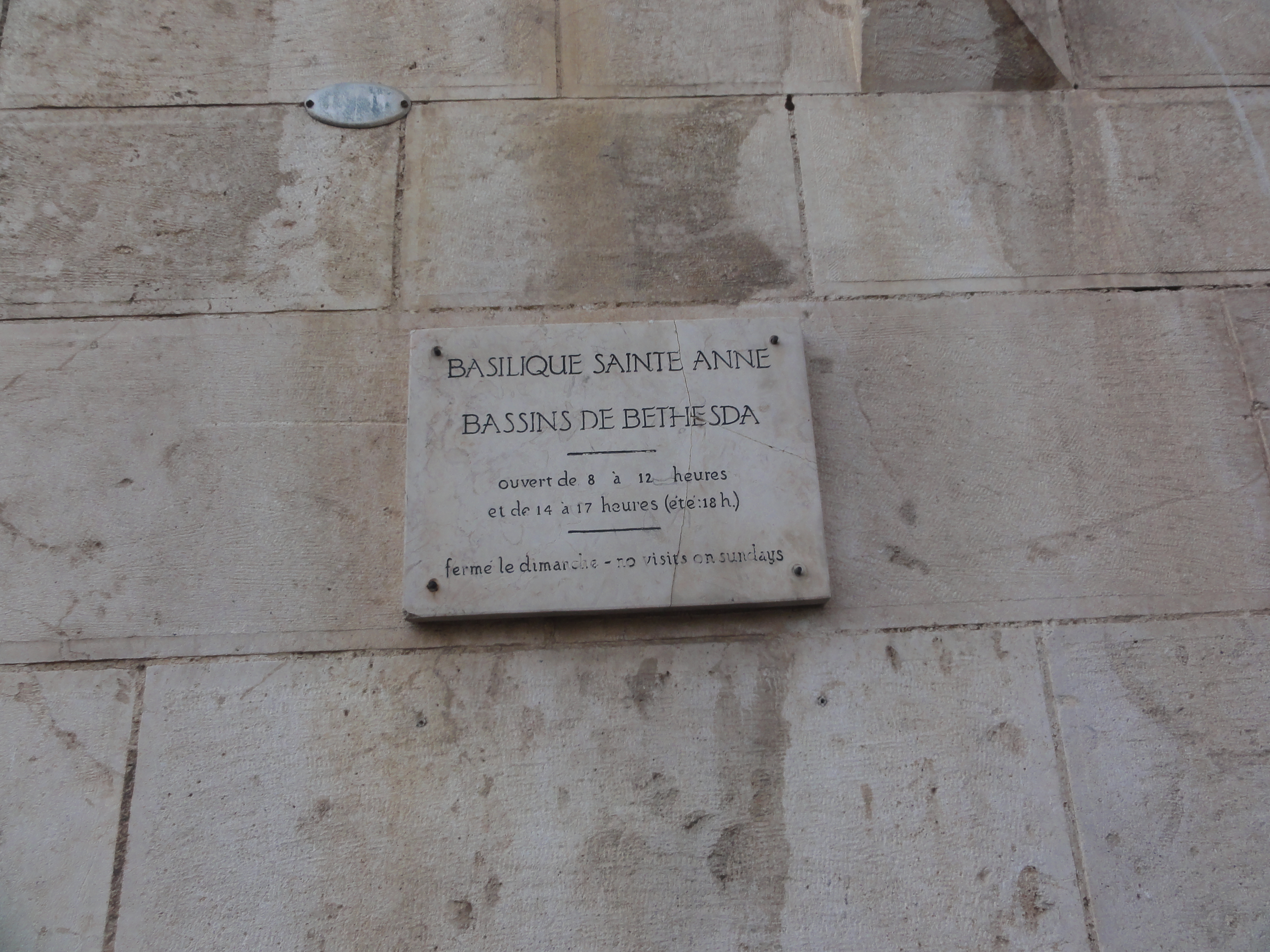
Napis przy wejściu na posesję Bazyliki św. Anny
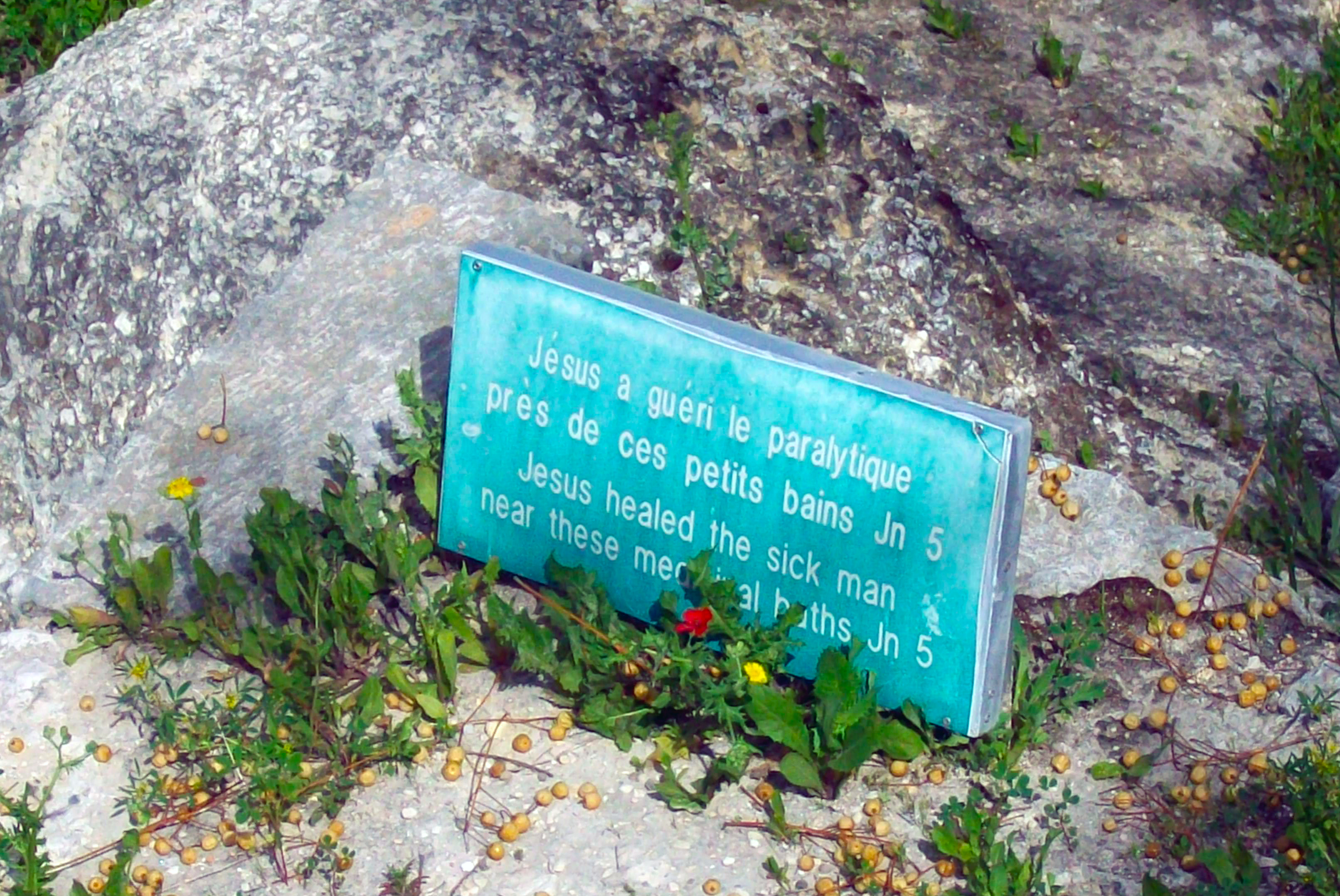
Napis przy Sadzawce Owczej koło Bazyliki św. Anny
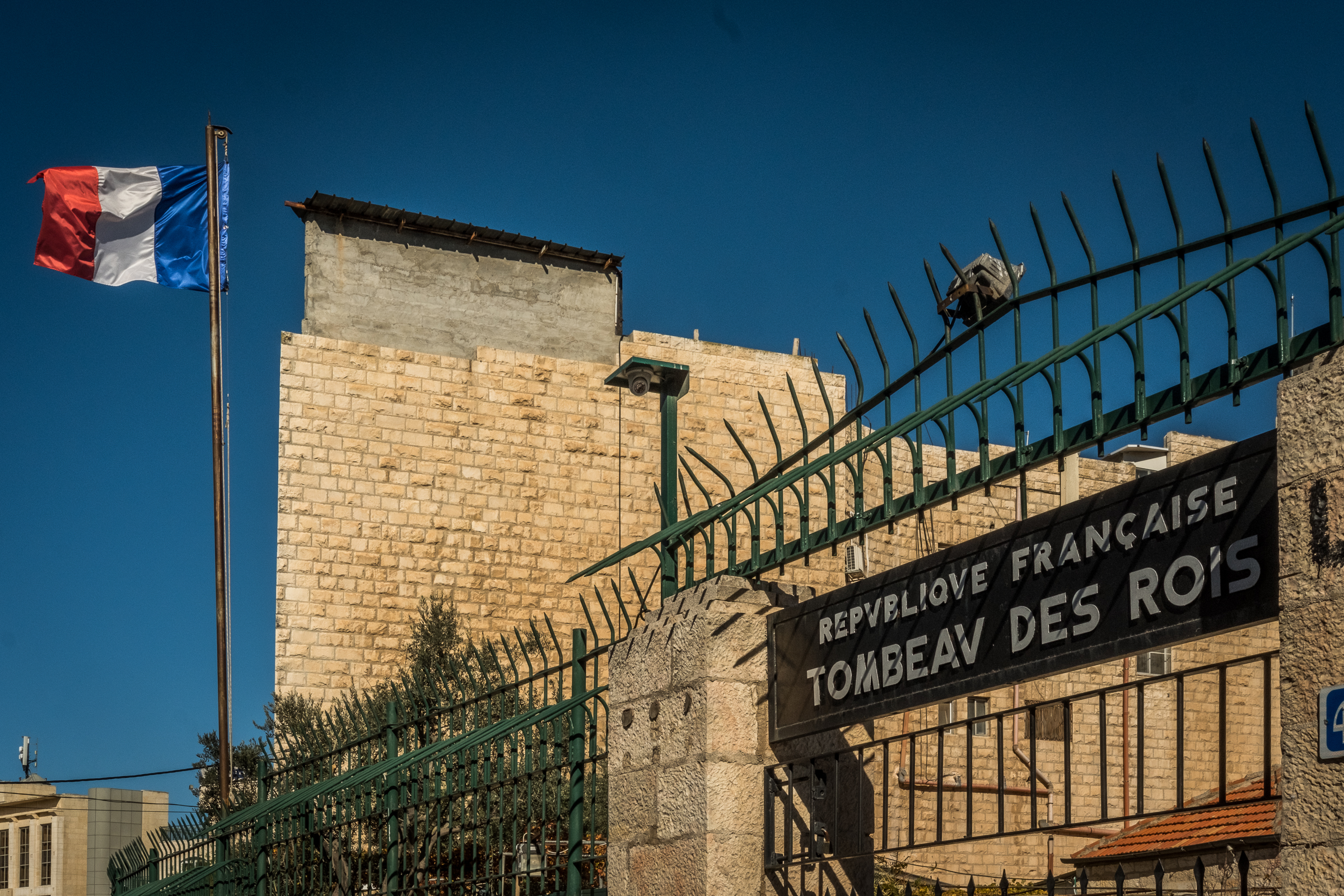
Napis w jęz. franc. przy wejściu do Grobowca Królów, wskazujący na Republikę Francuską jako właściciela posesji.